# Earthquake – Die Welt am Abgrund
Earthquake – Die Welt am Abgrund (Originaltitel Semletrjassenije/Землетрясение) ist ein armenisch-russisches Filmdrama aus dem Jahr 2016.

## Handlung
1980 verschuldet der Architekt Konstantin Berezhny in einem Tunnel einen Zusammenstoß mit einer armenischen Familie. Da niemand von den armenischen Insassen einen Sicherheitsgurt trägt, überlebt nur der 12-jährige Robert, der von Konstantin gerettet wird. Robert erinnert sich später nur noch an den Anhänger in Form eines Hufeisens, den Konstantin trug. Acht Jahre später geht Robert am 7. Dezember 1988 zu seinem Friseurtermin. Um 11:41 Uhr Ortszeit macht ein Erdbeben Leninakan dem Erdboden gleich. Konstantin sieht aus dem Fenster des Flugzeugs, wie die Häuser einstürzen. Im weiteren Verlauf wird gezeigt, wie die verschiedenen Charaktere das Erdbeben überleben.
Konstantin findet in den Ruinen eines Hauses Robert, der ihn jedoch nicht erkennt. Gemeinsam finden sie heraus, wie sie Überlebende retten können, doch Lilith bleibt unter dem Tisch stecken. Andere Leninakaner, die das Erdbeben überlebt haben, helfen den Verwundeten und sammeln die Leichen der Toten von den Straßen. Nachts trifft Konstantin den Bezirkspolizisten. In den Trümmern der Häuser suchen derweil Kriminelle nach wertvollen Gegenständen. Robert spricht Lilith Mut zu, die im Wrack festsitzt. Um sie zu retten, benötigt er einen Kran. Anna stirbt an ihren Wunden. Derweil sucht Konstantin nach seiner Familie und findet seine tote Tochter. Seine Frau und seinen Sohn kann er nicht finden. Robert sieht nun das Hufeisen um Konstantins Hals und begreift, wer dieser ist. Eines Nachts erwischt der Bezirkspolizist Plünderer auf frischer Tat beim Überfall auf ein Juweliergeschäft. Es kommt zur Eskalation und der Bezirkspolizist wird erschossen.
Ein Kranführer aus Rostow kommt in Leninakan an. Mit dessen Hilfe und dem LKW-Fahrer schaffen es Robert und Konstantin fast, Lilith zu retten. Doch Plünderer unterbrechen die Bergung. Die Plünderer versuchen den Lastwagen zu stehlen, da sie nur so aus der Stadt kommen. Es kommt zum Schusswechsel zwischen den Plünderern, Robert und Konstantin. Letzterer wirft sich vor Robert und fängt eine Kugel ab. In der Zwischenzeit konnte Lilith gerettet werden. Konstantin erliegt seiner Wunde.

## Hintergrund
Der Film basiert auf dem Erdbeben von Spitak 1988. Im Abspann werden reale Aufnahmen der einstigen Katastrophe aus dem Archiv gezeigt.
Bei einem geschätzten Budget von 200 Millionen Rubel spielte der Film alleine in Russland und ehemaligen sowjetischen Staaten 3,6 Mio. US-Dollar ein.

## Rezeption
„Eine Mischung aus Katastrophenfilm und den emotionalen Nachwirkungen diverser Schicksalsschläge, der auf ein reales Erdbeben Bezug nimmt.“

„Aufwühlendes, oft grimmiges Drama, das ans Herz geht.“

Cinema meint außerdem, dass der Film nicht durch Effekte wie in Roland-Emmerich-Filmen überladen wird, „sondern ein Blick auf zwischenmenschliche Verstrickungen und Tragödien“ gewagt wird. Außerdem wird geschrieben, dass man von den „rohen, ungefilterten Emotionen fast erschlagen“ wird und auf ein tränenreiches Schauspiel wert gelegt wurde. Der Cast übermittelt dabei eine Echtheit was den Schmerz angeht. Im Abspann werden Archivaufnahmen fast identische Filmbilder gegenübergestellt werden, sodass dadurch weitere Emotionen beim Publikum geweckt werden.
In der Internet Movie Database hat der Film bei über 2.200 Stimmabgaben eine Wertung von 6,5 von 10,0 möglichen Sternen (Stand: 27. September 2022).